# Eleonora di Castiglia (regina d'Aragona 1310)

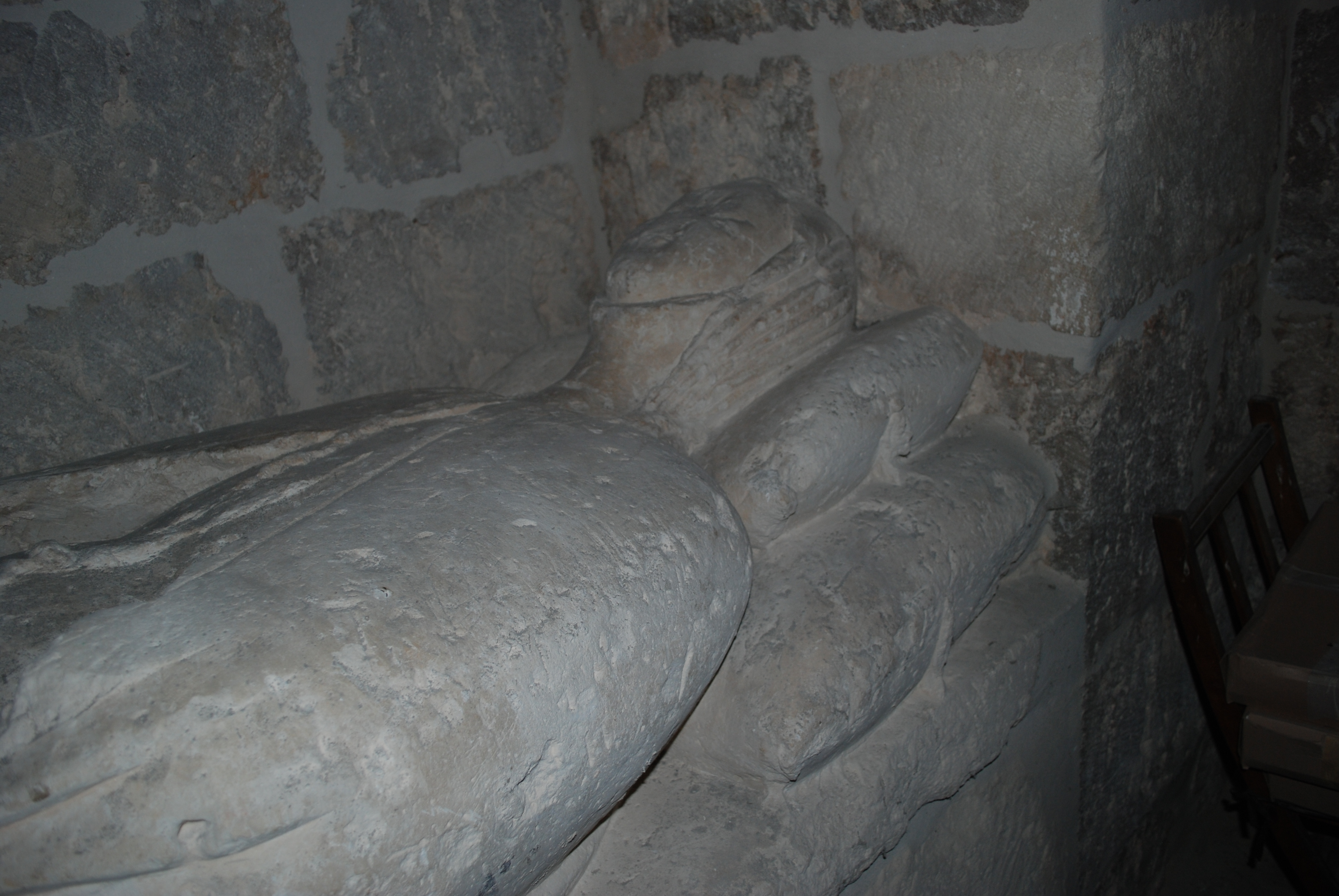
Monumento funebre di Eleonora

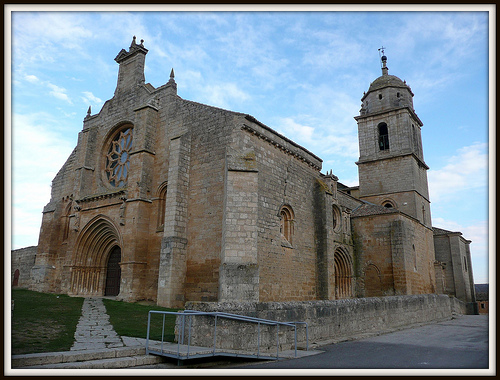
la chiesa di Castrojeriz dove si trova il monumento funebre di Eleonora

Eleonora Fernandez Eleonora di Castiglia (Eleonora anche in latino e in fiammingo, Leonor in aragonese, in spagnolo, in basco, in galiziano, in asturiano e in portoghese, Elionor in catalano, Alienor in occitano, Eléonore in francese, Eleanor in inglese e Eleonore in tedesco; 1310 – Castrojeriz, marzo o aprile 1359) principessa castigliana, fu regina consorte di Aragona, di Valencia e di Sardegna e Contessa consorte di Barcellona e di Urgell (1328-1336).

## Origine[1][2][3]
Figlia primogenita del re di Castiglia, Ferdinando IV e di Costanza del Portogallo, figlia di Dionigi del Portogallo e di Isabella di Aragona, figlia del re di Aragona Pietro III di Aragona e della regina Costanza di Sicilia.

## Biografia
Nella prima infanzia Eleonora fu fidanzata al procuratore generale di Catalogna ed erede al trono di Aragona, Giacomo d'Aragona (1296-1334), primogenito del re d'Aragona Giacomo II il Giusto e di Bianca di Napoli, figlia di Carlo lo Zoppo e di Maria D'Ungheria.
Il matrimonio venne celebrato a Gandesa, il 18 ottobre 1319 ma Giacomo, il giorno delle nozze, rinunciò al suo diritto di pretendente al trono e rifiutò di consumare il matrimonio con Eleonora, fuggendo via da Gandesa, per ritirarsi in monastero, innescando così una situazione di malessere tra i regni di Aragona e Castiglia. Secondo la Cronaca piniatense, Giacomo (infant Don Jayme filio primogénito del rey Don Jayme) sposò Eleonora (el Rey de Castiella…su filla...Alienor) ed in un passo successivo ricorda che il marito rifiutò di consumare il matrimonio.
Nel 1327, alla morte del re d'Aragona Giacomo II il Giusto, gli successe sul trono il figlio secondogenito, Alfonso IV, che da soli cinque giorni era rimasto vedovo e che si premurò di riallacciare i rapporti con la Castiglia, per riparare all'offesa fatta, nel 1319, da suo fratello maggiore, Giacomo e anche con lo scopo di poter conquistare Granada.
Infatti il 5 febbraio 1329, nella cattedrale di Tarragona, Alfonso si sposò, in seconde nozze, Eleonora di Castiglia.
Secondo il Chronicon Domini Joannis Emmanuelis il contratto di matrimonio fu siglato ad Ágreda, nel gennaio di quello stesso anno e sempre secondo la Cronaca piniatense Alfonso IV sposò Eleonora (la filla de Don Ferrando rey de Castiella…Alionor) che era già stata sposata con Giacomo (su hermano el infant Don Jayme).
L'influenza della regina Eleonora in Aragona fu nefasta, complottando per far prevalere gli interessi dei propri figli a scapito del figliastro, Pietro il Cerimonioso. Infatti, nel 1331, dopo che Eleonora gli ebbe dato il secondo figlio, Alfonso, pressato dalla regina, dotò i due bambini del marchesato di Tortosa e di una parte del regno di Valencia, confinante con la Castiglia; ma questo frazionamento del regno scontentò i Valenciani che si opposero e si oppose soprattutto l'erede al trono, Pietro il Cerimonioso, figlio di primo letto di Alfonso, e parte della nobiltà.
Nel 1333, approfittando che Alfonso e la sua corte si trovavano a Valencia, i Valenciani fecero su di lui una tale pressione (che le donazioni erano contrarie ai loro fueros ed ai loro privilegi), che il re appellandosi all'ordinanza di suo padre, Giacomo II, che dichiarava il regno indivisibile, non fece più le donazioni ai due figli più giovani, figli di Eleonora.
[Nell'ottobre-novembre del 1335, essendo Alfonso ammalato, Eleonora, con i due bambini nati dal loro matrimonio, si rifugiò nel regno di Castiglia, per paura di un'eventuale rappresaglia dell'erde al trono, il figlio di primo letto, Pietro.
Alfonso morì il 27 gennaio del 1336. Essendo il suo primogenito morto bambino, il figlio secondogenito, Pietro gli successe sul trono di Aragona come Pietro IV il Cerimonioso ereditando anche i regno di Valencia e Sardegna e tutte le contee catalane ad eccezione della contea di Urgell, che andò al terzogenito, Giacomo; mentre ai due figli di Eleonora, di secondo letto, non toccò nulla, anzi confiscò anche i suoi beni. Ma, nel 1338 Pietro, non volendo inimicarsi il regno di Castiglia in un momento in cui la penisola iberica era minacciata da una nuova invasione moresca, riconsegnò a lei e ai suoi figli il possesso dei loro domini. Nonostante tutto Eleonora continuò a complottare contro il figliastro.
In seguito Eleonora coi figli si trasferì in Castiglia, dove ebbe un'influenza nefasta anche in questo regno. Infatti, durante la guerra dei due Pietri (il figliastro Pietro IV il Cerimonioso contro il nipote Pietro il Crudele), il nipote, nel 1358, gli fece uccidere il figlio Giovanni e in quell'occasione la arrestò assieme a Giovanna Núñez di Lara, la sorella della nuora, Isabella Núñez di Lara, la fece rinchiudere in carcere, nel castello di Castrojeriz, dove l'anno seguente la fece assassinare, assieme a Giovanna.
Nel Nobiliario di Pietro, conte di Barcelos, sono citati Ferdinando e Giovanni (D. Fernando, D. Juan), come i figli di re Alfonso IV (D. Alonso Rey de Aragon) e di sua moglie, eleonora (D. Leonor), aggiungendo che Giovanni fu alfiere maggiore di Pietro il Crudele, che lo fece uccidere così come la madre, Eleonora (vassallo del Rey D. Pedro de Castilla, que le mato juntamente con la Reina D. Leonor su Madre).

## Figli[5][6][7]
Eleonora ad Alfonso diede due figli:
- Ferdinando (1329-1363), sposò Maria del Portogallo, figlia del re del Portogallo, Pietro I
- Giovanni (ca. 1330-1358), signore di Elche, Biel e Bolsa, nel 1354, sposò Isabella Núñez di Lara.

## Ascendenza
|                            |                            |                                | Genitori                  |  |  | Nonni |  |  | Bisnonni               |  |  | Trisnonni                   |  |
|                            |                            |                                |                           |  |  |       |  |  | Alfonso X di Castiglia |  |  | Ferdinando III di Castiglia |  |
|                            |                            |                                |                           |  |  |       |  |  | Alfonso X di Castiglia |  |  | Ferdinando III di Castiglia |  |
|                            |                            | Beatrice di Svevia             |                           |  |  |       |  |  | Alfonso X di Castiglia |  |  |                             |  |
| Sancho IV di Castiglia     |                            |                                |                           |  |  |       |  |  | Alfonso X di Castiglia |  |  |                             |  |
|                            |                            | Violante d'Aragona             | Giacomo I d'Aragona       |  |  |       |  |  |                        |  |  |                             |  |
|                            |                            | Violante d'Aragona             | Giacomo I d'Aragona       |  |  |       |  |  |                        |  |  |                             |  |
|                            |                            | Violante d'Aragona             | Iolanda d'Ungheria        |  |  |       |  |  |                        |  |  |                             |  |
| Ferdinando IV di Castiglia |                            | Violante d'Aragona             |                           |  |  |       |  |  |                        |  |  |                             |  |
|                            |                            | Alfonso di Molina              | Alfonso IX di León        |  |  |       |  |  |                        |  |  |                             |  |
|                            |                            | Alfonso di Molina              | Alfonso IX di León        |  |  |       |  |  |                        |  |  |                             |  |
|                            |                            | Alfonso di Molina              | Berenguela di Castiglia   |  |  |       |  |  |                        |  |  |                             |  |
| Maria di Molina            |                            | Alfonso di Molina              |                           |  |  |       |  |  |                        |  |  |                             |  |
|                            |                            | Mayor Alonso de Meneses        | Alfonso Tellez de Meneses |  |  |       |  |  |                        |  |  |                             |  |
|                            |                            | Mayor Alonso de Meneses        | Alfonso Tellez de Meneses |  |  |       |  |  |                        |  |  |                             |  |
|                            |                            | Mayor Alonso de Meneses        | …                         |  |  |       |  |  |                        |  |  |                             |  |
| Eleonora di Castiglia      |                            | Mayor Alonso de Meneses        |                           |  |  |       |  |  |                        |  |  |                             |  |
|                            | Alfonso III del Portogallo | Alfonso II del Portogallo      |                           |  |  |       |  |  |                        |  |  |                             |  |
|                            | Alfonso III del Portogallo | Alfonso II del Portogallo      |                           |  |  |       |  |  |                        |  |  |                             |  |
|                            | Alfonso III del Portogallo | Urraca di Castiglia            |                           |  |  |       |  |  |                        |  |  |                             |  |
| Dionigi del Portogallo     | Alfonso III del Portogallo |                                |                           |  |  |       |  |  |                        |  |  |                             |  |
|                            |                            | Beatrice di Castiglia e Guzmán | Alfonso X di Castiglia    |  |  |       |  |  |                        |  |  |                             |  |
|                            |                            | Beatrice di Castiglia e Guzmán | Alfonso X di Castiglia    |  |  |       |  |  |                        |  |  |                             |  |
|                            |                            | Beatrice di Castiglia e Guzmán | María Guillén de Guzmán   |  |  |       |  |  |                        |  |  |                             |  |
| Costanza del Portogallo    |                            | Beatrice di Castiglia e Guzmán |                           |  |  |       |  |  |                        |  |  |                             |  |
|                            |                            | Pietro III d'Aragona           | Giacomo I d'Aragona       |  |  |       |  |  |                        |  |  |                             |  |
|                            |                            | Pietro III d'Aragona           | Giacomo I d'Aragona       |  |  |       |  |  |                        |  |  |                             |  |
|                            |                            | Pietro III d'Aragona           | Iolanda d'Ungheria        |  |  |       |  |  |                        |  |  |                             |  |
| Isabella d'Aragona         |                            | Pietro III d'Aragona           |                           |  |  |       |  |  |                        |  |  |                             |  |
|                            |                            | Costanza di Hohenstaufen       | Manfredi di Sicilia       |  |  |       |  |  |                        |  |  |                             |  |
|                            |                            | Costanza di Hohenstaufen       | Manfredi di Sicilia       |  |  |       |  |  |                        |  |  |                             |  |
|                            |                            | Costanza di Hohenstaufen       | Beatrice di Savoia        |  |  |       |  |  |                        |  |  |                             |  |
|                            |                            | Costanza di Hohenstaufen       |                           |  |  |       |  |  |                        |  |  |                             |  |